# Мильтиц

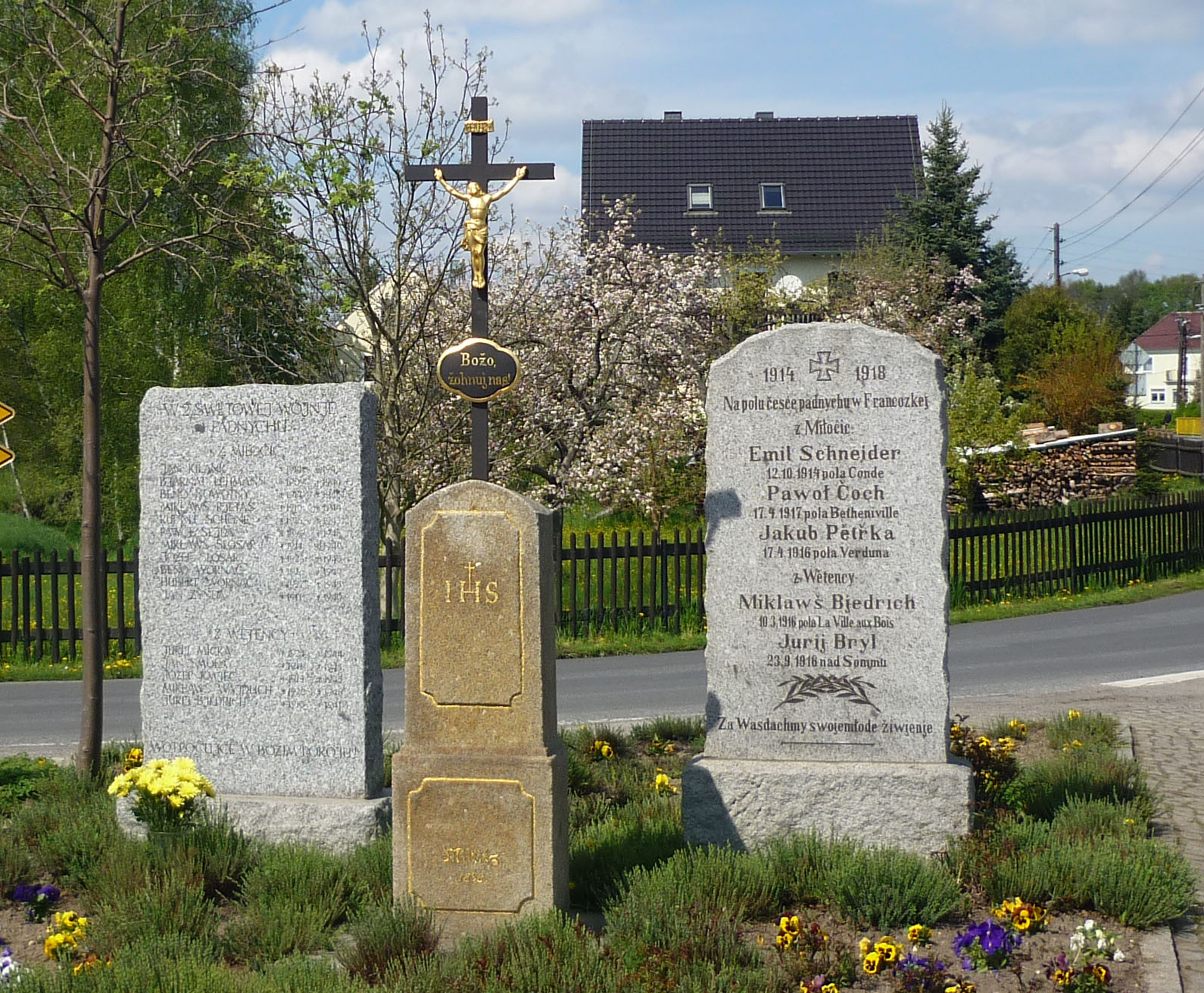

Ми́льтиц или Ми́лочицы (нем. Miltitz; Miłoćicyо файле) — деревня в Верхней Лужице, Германия. Входит в состав коммуны Небельчицы района Баутцен в земле Саксония. Подчиняется административному округу Дрезден.

## География
Соседние деревни: на северо-востоке — деревня Ветеньца (Dürrwicknitz, Wěteńca), на западе — деревня Тонберг (Hlinowc, Thonberg, сегодня — в городских границах Каменца).

## История
Впервые деревня упоминается в 1348 году как Мильтиц (Mylticz). С 1374 года деревня принадлежала баутценскому собору, однако жители деревни до 1851 года платили десятину монастырю Мариенштерн. Деревня значительно пострадала во время Тридцатилетней войны. В 1622 году в деревне были расквартированы 3500 солдат. В XIX веке положительное влияние на экономическое развитие повлияла паломническая дорога «Via Regia Lusatiae Superioris», которая проходила через деревню. В этом же веке была построена прямая дорога до Будишина.
До 1974 года существовала самостоятельная коммуна Мильтиц, которая была потом включена в состав коммуны Небельшюц.
На юго-западе от деревни находился действующий до 1970 гранитный карьер. В настоящее время этот карьер заполнен водой.
В 1992 году был закрыт детский сад из-за низкого уровня рождаемости.
В настоящее время деревня входит в состав культурно-территориальной автономии «Лужицкая поселенческая область», на территории которой действуют законодательные акты земель Саксонии и Бранденбурга, содействующие сохранению лужицких языков и культуры лужичан.

## Население
Согласно статистическому сочинению «Dodawki k statisticy a etnografiji łužickich Serbow» Арношта Муки в Милочицах в 1880 годах проживало 170 человек (из них — 162 серболужичанина (95 %) и 8 немцев).
Лужицкий демограф Арношт Черник в своём сочинении «Die Entwicklung der sorbischen Bevölkerung» пишет, что лужицкое население деревни в 1956 году составляло 68 %.
Официальным языком в населённом пункте, помимо немецкого, является верхнелужицкий язык.

## Достопримечательности

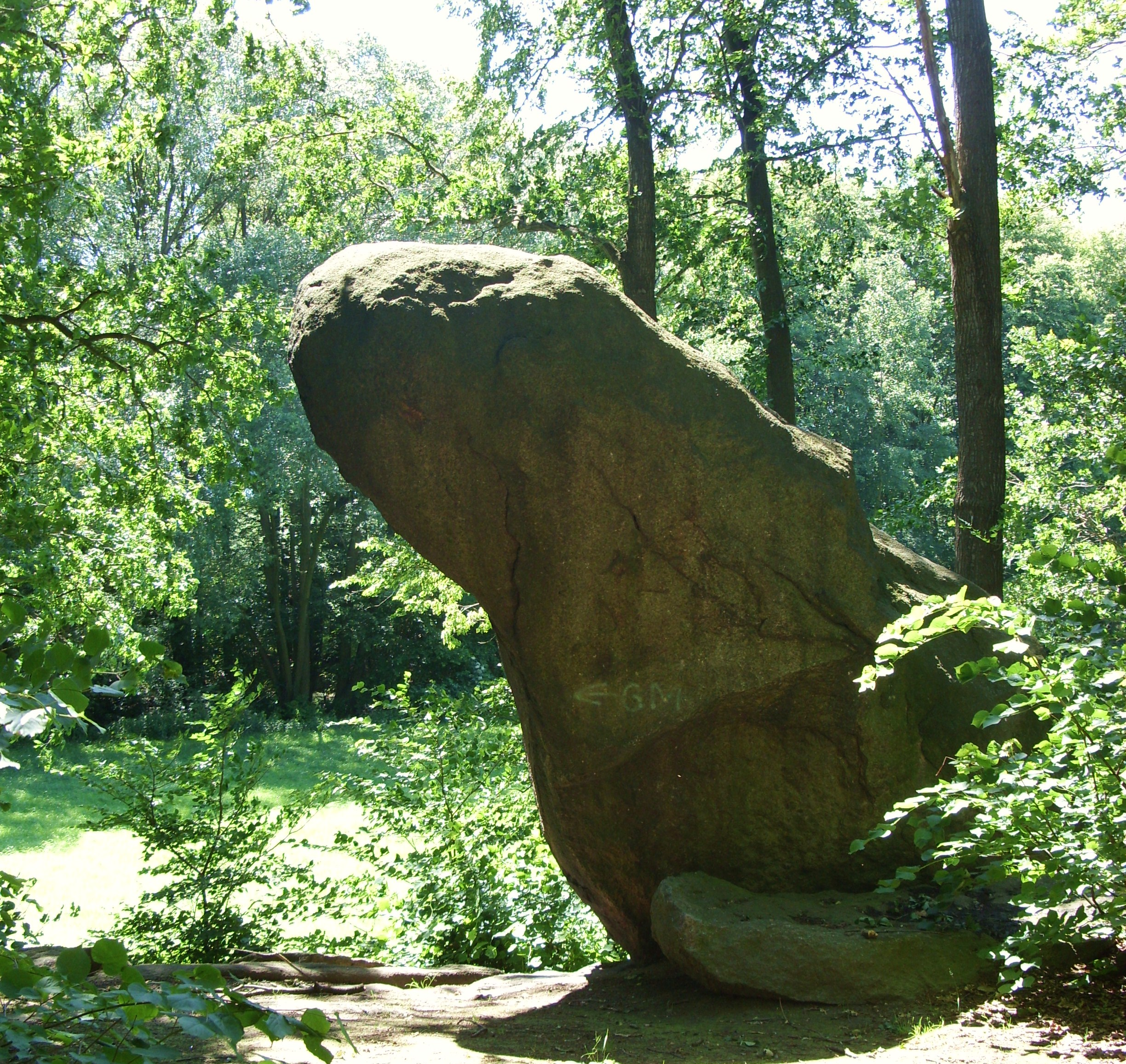
Гранитный монолит «Милочанская жаба»

- Милочанская жаба — наименование гранитного монолита.
- Милочанская скала